# Wybory parlamentarne w Grecji w 2019 roku
Wybory parlamentarne w Grecji w 2019 – wybory do greckiego parlamentu odbyły się 7 lipca 2019 roku.

## Wyniki wyborów
Wybory parlamentarne wygrała z wynikiem 39,85% opozycyjna, centroprawicowa Nowa Demokracja. Frekwencja wyborcza wyniosła 57,92%.   Progu wyborczego nie przekroczyła m.in. grecka partia faszystowska, osiągając bliski mu wynik 2,93%. 
| Partia polityczna | Partia polityczna                   | Liczba głosów | %     | +/−    | Liczba mandatów | +/− |
| ----------------- | ----------------------------------- | ------------- | ----- | ------ | --------------- | --- |
|                   | Nowa Demokracja                     | 2,251,411     | 39,85 | +11,76 | 158             | +83 |
|                   | Koalicja Radykalnej Lewicy (SYRIZA) | 1,781,174     | 31,53 | –3,93  | 86              | –59 |
|                   | Ruch na rzecz Zmian                 | 457,519       | 8,10  | +1,71  | 22              | +5  |
|                   | Komunistyczna Partia Grecji         | 299,592       | 5,30  | –0,25  | 15              | 0   |
|                   | Greckie Rozwiązanie                 | 208,805       | 3,70  | +3,70  | 10              | +10 |
|                   | MeRA25                              | 194,232       | 3,44  | +3,44  | 9               | +9  |
|                   | Pozostałe                           | 456,556       | 8,08  | –      | –               | –   |
|                   | Razem                               | 5,769,503     |       |        | 300             |     |